# Теодосий Симеонов
Теодосий Стефанов Симеонов е български политик.

## Биография
През 1969 година завършва Юридическия факултет на Софийския университет. Работил е като юрисконсулт и главен юрисконсулт на Автокомбината в Плевен от 1978 до 1984 г. От 1984 до 1990 г. е адвокат в Никопол. Специалист по наказателно право. От 1990 до 1996 г. е председател на адвокатската колегия в Плевен. Депутат от СДС от Плевен в XXXVIII народно събрание, член на правната и на земеделската комисия. От 1999 до 2001 г. е министър на правосъдието. През 2001 година става член на Демократическата партия и продължава да работи като адвокат.
Умира на 30 април 2019 година.